# Antonius Felix
Marcus Antonius Felix var en romersk tjänsteman och frigiven slav till kejsarfamiljen. Han var prokurator i Judeen 52-60 e.Kr.
Antonius Felix var bror till Antonius Pallas (finansminister under kejsar Claudius), och de ansågs härstamma från Arkadiens kungar.
Han var från början slav hos Antonia d.y. som var mor till Claudius. Han blev frigiven och var omtyckt av kejsaren, som lät honom gifta sig med drottningar tre gånger. Ett av äktenskapen var med den frånskilda Drusilla, som var sondotter till Marcus Antonius. Det kejserliga släktskapet fick honom att snabbt stiga i graderna. Han skilde sig senare för att gifta om sig med Drusilla av Iudea.
Som romersk prokurator gjorde han sig enligt den romerske historikern Tacitus känd för sin grymhet.
Felix höll aposteln Paulus fängslad i Caesarea i två år (58-60). En sammansvärjning mot Paulus uppstod i Jerusalem så befälhavaren skickade Paulus till Felix, både som ett skydd och för att Felix skulle avgöra ärendet. Paulus kom att bli kvar i två år i fångenskap hos Felix. Under sensommaren 59 kväste Felix stridigheter mellan judar och greker i Cesaraea. Han efterträddes av Porcius Festus som var den som sände aposteln Paulus som fånge till Rom.